# 篠路コミュニティーセンター
篠路コミュニティーセンター(しのろコミュニティセンター、English : Shinoro Community Centre)は北海道札幌市北区篠路にある地区センターである。運営者は札幌市。
略称は「篠路コミセン」で、1985年（昭和60年）10月19日開設である。ホール(体育室)や、和室、会議室などがあり、イベントや講座などが解説されている。

## 施設概要
鉄筋鉄骨コンクリートの塔屋付二階建てで、一階に図書室、ホール、事務室等、二階に料理室、会議室、和室などが設置されている。
札幌市民は、他図書館と同様に、一人1回10冊まで、2週間本を借りることが出来る。

## アクセス
引用 : 
- 中央バス「篠路駅前」（麻27、麻25系統）下車　徒歩5分
- 中央バス「コミュニティセンター前」（栄21系統）下車　徒歩1分
- 中央バス「コミュニティセンター入口」（栄20、栄23系統）下車　 徒歩5分
- JR学園都市線「篠路駅」下車　徒歩10分